# トマス・バーンウォール (第16代トリムルズタウン男爵)
第16代トリムルズタウン男爵トマス・バーンウォール（英語: Thomas Barnewall, 16th Baron Trimlestown、1796年4月14日 – 1879年8月4日）は、アイルランド貴族。

## 生涯
第15代トリムルズタウン男爵ジョン・トマス・バーンウォールと妻マリア・テリーザ（Maria Theresa、旧姓カーワン（Kirwan）、1824年10月12日没、リチャード・カーワンの娘）の息子として、1796年4月14日にダブリンで生まれた。1814年12月8日、ダブリン大学トリニティ・カレッジに入学した。
1830年、ミーズ県長官を務めた。
1839年10月7日に父が死去すると、トリムルズタウン男爵位を継承した。
1879年8月4日にパーク・レーン38号で死去した。遠戚（7代男爵ロバート・バーンウォールの次男パトリックの子孫にあたる）クリストファー・パトリック・メアリー・バーンウォールが爵位を継承した。

## 家族
1836年11月3日、トゥイッケナムでマーガレット・ランダリナ・ロッシュ（Margaret Randalina Roche、1872年9月4日没、フィリップ・ロッシュの娘）と結婚、1男1女をもうけた。
- トマス（1837年8月22日 – 8月27日） - 夭折[1]
- アンナ・マリア・ルイーザ（1839年5月8日 – 1914年4月16日） - 1868年6月4日、ロバート・ヘンリー・エリオット（Robert Henry Elliot、1914年8月19日没）と結婚、子供あり[1][3]